# Verfassungsgerichtshof des Saarlandes
Der Verfassungsgerichtshof des Saarlandes (auch Saarländischer Verfassungsgerichtshof) ist das Verfassungsgericht des Saarlandes. Das Gericht hat zugleich den Sonderstatus eines Verfassungsorgans (siehe: Verfassung des Saarlandes). Laut der Verfassung vom 15. Dezember 1947 ist der Verfassungsgerichtshof des Saarlandes neben dem Landtag und der Landesregierung das dritte Organ des Volkswillens (Art. 97 SVerf). Die näheren Regelungen über den Verfassungsgerichtshof trifft das Gesetz über den Verfassungsgerichtshof.
Der Sitz des Verfassungsgerichtshofes ist Saarbrücken.

## Zusammensetzung und Wahl
Der Verfassungsgerichtshof setzt sich aus acht Richtern zusammen. Jedem dieser acht Richter wird ein Stellvertreter zugeordnet. Die Richter sowie ihre jeweiligen Stellvertreter werden mit einer Zwei-Drittel-Mehrheit der gesetzlichen Mitgliederanzahl des Landtags für eine Amtszeit von sechs Jahren gewählt. Die Wiederwahl ist möglich. Es gibt bestimmte Auflagen, die ein Mitglied des Verfassungsgerichtshofes erfüllen muss: So muss es die deutsche Staatsangehörigkeit besitzen und zum Landtag wählbar, mindestens 35 Jahre alt sein und die Befähigung zum Richteramt oder höheren Verwaltungsdienst aufweisen. Mindestens zwei Mitglieder und deren Stellvertreter sollen Berufsrichter sein und einem oberen Landesgericht angehören.

## Verwaltung
Die Verwaltung wird durch den Präsidenten ausgeübt.

## Aufgaben
Der Verfassungsgerichtshof entscheidet:
- über die Vereinbarkeit eines Landesgesetzes mit der Verfassung (abstrakte und konkrete Normenkontrollen)
- über Organstreitigkeiten
- über Verfassungsbeschwerden
- über Anfechtungen bestimmter Entscheidungen des Landtags bzw. der Landesregierung betreffend Volksbegehren und Volksentscheide
- über Wahl- und Mandatsprüfungen
- über Anklagen gegen Mitglieder der Regierung
- sowie über weitere im Verfassungsgerichtshofgesetz genannte Gegenstände.

## Geschichte
Der Verfassungsgerichtshof war schon seit dem Inkrafttreten der saarländischen Verfassung im Jahr 1947 vorgesehen, jedoch hatte er zu damaliger Zeit sehr beschränkte Zuständigkeiten. Die eigentlichen Aufgaben eines Verfassungsgerichtes lagen bei der Verfassungskommission, die nach dem Vorbild Frankreichs geschaffen wurde. So bestand der Verfassungsgerichtshof zunächst nur auf dem Papier. Erst nach der ablehnenden Volksabstimmung über das Saarstatut vom 23. Oktober 1955, die den Weg zur politischen und wirtschaftlichen Eingliederung des Saarlandes in die Bundesrepublik ebnete, wurde im Dezember 1956 eine umfassende Verfassungsnovelle verabschiedet, durch die die bisherigen Befugnisse der Verfassungskommission auf den Verfassungsgerichtshof übertragen wurden. Er nahm im Januar 1959 mit Wahl seiner Mitglieder bzw. seines Präsidenten im Februar 1959 seine Arbeit auf.

## Mitglieder
Quelle:

### Präsidenten seit 1959
| # | Name                | Amtszeit  | Weiteres Amt                                         |
| - | ------------------- | --------- | ---------------------------------------------------- |
| 1 | Erich Lawall        | 1959–1964 | Präsident des Oberlandesgerichts Saarbrücken         |
| 2 | Hans Oehlenschläger | 1964–1966 | Präsident des Oberverwaltungsgerichts des Saarlandes |
| 3 | Rolf Best           | 1966–1971 | Präsident des Oberlandesgerichts Saarbrücken         |
| 4 | Philipp Marzen      | 1971–1974 | Präsident des Oberverwaltungsgerichts des Saarlandes |
| 5 | Wilhelm Gehrlein    | 1974–1985 | Präsident des Oberlandesgerichts Saarbrücken         |
| 6 | Horst Hilpert       | 1986–1995 | Präsident des Landesarbeitsgerichts des Saarlandes   |
| 7 | Roland Rixecker     | seit 1995 | Präsident des Saarländischen Oberlandesgerichts      |

### Derzeitige Mitglieder
| Mitglieder                   | Mitglieder            | Mitglieder                             | Stellvertreter              | Stellvertreter         | Stellvertreter                             |
| Name                         | Amtszeit              | Weiteres Amt/weiterer Beruf            | Name                        | Amtszeit               | Weiteres Amt/weiterer Beruf                |
| ---------------------------- | --------------------- | -------------------------------------- | --------------------------- | ---------------------- | ------------------------------------------ |
| Roland Rixecker (Präsident)  | bis 15. Juli 2026     | Präsident des Oberlandesgerichts a. D. | Christoph Schmit            | bis 7. Dezember 2028   | Vorsitzender Richter am Verwaltungsgericht |
| Rudolf Wendt (Vizepräsident) | bis 15. Juli 2026     | Universitätsprofessor                  | Alma Abegg                  | bis 17. November 2027  | Rechtsanwältin                             |
| Roberto Bartone              | bis 12. Juni 2030     | Richter am Finanzgericht               | Steffen Dick                | bis 17. November 2027  | Präsident des Landessozialgerichts         |
| Anna-Catharina Marsch        | bis 16. Februar 2029  | Richterin am Amtsgericht               | Michaela Treese             | bis 14. Februar 2029   | Rechtssekretärin                           |
| Claudia Witsch               | bis 17. November 2027 | Richterin am Amtsgericht               | Annemarie Matusche-Beckmann | bis 19. Juni 2030      | Universitätsprofessorin                    |
| Renate Trenz                 | bis 15. Juli 2026     | Richterin am Verwaltungsgericht        | Thomas Caspar               | bis 18. April 2029     | Richter am Amtsgericht                     |
| Hans-Georg Warken            | bis 15. Juli 2026     | Rechtsanwalt                           | Markus Groß                 | bis 19. Juni 2030      | Rechtsanwalt                               |
| Hans-Peter Freymann          | bis 17. November 2027 | Präsident des Oberlandesgerichts       | Karl-Werner Dörr            | bis 13. September 2028 | Präsident des Landesarbeitsgerichts        |

### Weitere bekannte Mitglieder
Siehe Kategorie:Richter (Verfassungsgerichtshof des Saarlandes)